# Королевский дворец (Амстердам)
Королевский дворец (нидерл. Koninklijk Paleis van Amsterdam; Paleis op de Dam) — здание бывшей амстердамской ратуши, ныне один из трёх дворцов в Нидерландах, которые находятся в распоряжении монарха. Дворец расположен на западной стороне площади Дам в центре Амстердама, рядом с «Новой церковью» (Nieuwe Kerk, 1645—1649).
Здание построено в 1648—1665 годах в стиле своеобразного голландского классицизма XVII века по проекту выдающегося архитектора Якоба ван Кампена. Считается самым важным историческим и культурным памятником «Золотого века».

## История
Якоб де Графф, мэр Амстердама, заложил первый камень в фундамент Новой ратуши «на Даме» в 1648 году. Ратуша была торжественно открыта 29 июля 1655 года Корнелисом де Граффом, сыном Якоба Диркса, и также мэром города. Главным архитектором был Якоб ван Кампен, непосредственное руководством строительными работами взял на себя в 1662 году Томас де Кейзер. Здание было завершено в 1665 году, оформление комнат продолжалось до начала XVIII века. Здание оставалось ратушей до 1808 года, после чего в нём находилась резиденция короля Голландии Людовика Бонапарта. Затем оно было подарено королю Луи-Наполеону, племяннику Наполеона Бонапарта. Луи-Наполеон переехал в Амстердам и превратил ратушу в свой дворец. Однако и новый король отрёкся от престола 2 июля 1810 года.
В 1936 году дворец стал собственностью Королевства Нидерландов. С 2005 по июнь 2009 года была проведена капитальная реставрация здания, во время которой, среди прочего, с поверхности наружных стен был удалён потемневший асбест. С 14 июня 2009 года дворец снова открыт для посетителей.

## Архитектура
Для строительства дворца был заложен мощный фундамент из 13 659 деревянных свай, а стены возведены из жёлтого песчаника, привезённого из Германии. Строительство было начато в 1648 году в своеобразном стиле голландского классицизма. План постройки представляет собой гигантское каре с двумя внутренними дворами. Здание мыслилось в качестве памятника морскому и торговому могуществу республики. Голландская архитектура того времени тяготела к простоте и рационализму, но ван Кампен привнёс в здание Ратуши «итальянизмы» и даже палладианизмы: симметрия, ордерная разработка фасадов пилястрами, треугольный фронтон, плотно заполненный скульптурой, обязательная для ратуши башня с куполом, превращённая архитектором в овальную в плане купольную ротонду, привносят характер, одновременно типичный для северной и для итальянской архитектуры. Купол венчает флюгер в виде морского судна, древнего символа Амстердама. По первоначальному замыслу купол должны были украшать восемь аллегорических фигур, обозначающих восемь сторон света. Но этот план не был реализован.
Но самое замечательное в этой постройке — огромный центральный Зал городского собрания (Бургерзал): двусветный зал (с высотой стен в два этажа), предназначенный для важных торжеств и государственных приёмов. Он имеет размеры 36×18 м и высоту в 27,5 м. На полу выложены три круга с изображениями восточного и западного полушарий и звёздной картой. Для жителей города как бы весь мир и небеса лежали у их ног. Зал должен был показать, что Амстердам был центром Вселенной. На главной стене, в верхней части, помещено 6-метровое скульптурное изображение Атланта, или Атласа, держащего на своих плечах небесный свод в виде сферы. Скульптура была создана Артусом Квеллинусом с помощниками.
Классицистические формы и роскошь интерьеров по замыслу создателей здания призваны были подчеркнуть богатство и величие Амстердама как «столицы всех морей». Внутренняя отделка произведена с использованием итальянского мрамора. Скульптурное оформление здания выполнил Артус Квеллинус Старший.
Но самое замечательное в этой постройке — огромный центральный Зал городского собрания (Бургерзал): двусветный зал (с высотой стен в два этажа), предназначенный для важных торжеств и государственных приёмов. Он имеет размеры 36×18 м и высоту в 27,5 м. На полу выложены три круга с изображениями восточного и западного полушарий и звёздной картой. Для жителей города как бы весь мир и небеса лежали у их ног. Зал должен был показать, что Амстердам был центром Вселенной. На главной стене, в верхней части, помещено 6-метровое скульптурное изображение Атланта, или Атласа, держащего на своих плечах небесный свод в виде сферы. Скульптура была создана Артусом Квеллинусом с помощниками.
Рядом с ратушей находились два двора, окруженные галереями. В залах и галереях дворца выставлены картины голландских художников — Рембрандта, Говерта Флинка, Якоба Йорданса, Яна Ливенса и Фердинанда Бола. Именно для новой ратуши Рембрандт выполнил большую картину «Заговор Юлия Цивилиса».

## Галерея
- Г. Беркхейде. Ратуша на площади Дам в Амстердаме. Дерево, масло. Галерея старых мастеров, Дрезден
- Здание Королевского дворца (бывшей ратуши) в Амстердаме. Современный вид
- Башня ратуши
- Горельеф фронтона. Деталь
- Зал городского собрания (Burgerzaal). 1665
- А. Квеллинус Старший. Атлант Бургерзала
- Г. Х. Брейтнер Королевский дворец (фотография). 1890—1900
- Зал судей (Vierschaar)
- А. Квеллинус Старший. Меркурий. Мрамор. Ратуша, Амстердам
- А. Квеллинус Старший. Скульптуры Зала судей. Ратуша, Амстердам